# NGC 2552
NGC 2552 is een balkspiraalstelsel in het sterrenbeeld Lynx. Het hemelobject werd op 9 maart 1788 ontdekt door de Duits-Britse astronoom William Herschel.

## Synoniemen
- UGC 4325
- MCG 8-15-62
- ZWG 236.42
- IRAS08156+5009
- PGC 23340